# Rebecca Welch
Rebecca Welch (1 december 1983, Engeland) is een Engels voetbalscheidsrechter. Met het fluiten van de Premier League-wedstrijd Fulham-Burnley was ze de eerste vrouw ooit die een duel in de hoogste Engelse competitie floot.

## Loopbaan
Welch is een voormalige amateurvoetbalster, die tot 2019 voor de Britse gezondheidsdienst NHS werkte.
Ze was zevenentwintig toen ze met fluiten begon. De eerste wedstrijden die ze leidde waren universiteitswedstrijden en duels in de Engelse Sunday League. Hierna floot ze in de Women's Super League, het hoogste Engelse niveau bij de vrouwen. In 2017 en 2020 leidde ze de FA Cup-finale bij de vrouwen.
In 2021 was Welch reeds eerste vrouwelijke hoofdscheidsrechter in een duel in de League Two, het vierde niveau in Engeland. Een jaar later was ze de eerste vrouw die een wedstrijd in de FA Cup van de mannen floot. Vervolgens werd ze in 2023 de eerste vrouwelijke scheidsrechter bij een wedstrijd in het Championship, het tweede niveau in Engeland. In november dat jaar was ze bij Fulham-Manchester United de eerste vrouw die als vierde official fungeerde in een Premier League-duel. In december 2023 werd ze met het fluiten van de Premier League-wedstrijd Fulham-Burnley de eerste vrouw ooit die een duel in de hoogste Engelse competitie floot.